# Léon Coutil
Léon Coutil (* 13. Oktober 1856 in Les Andelys oder Villers-en-Vexin, Département Eure; † 25. Januar 1943 in Saint-Pierre-du-Vauvray, Eure) war ein französischer Künstler, Prähistoriker und Archäologe.

## Leben
Coutil wurde 1856 im Weiler Villers sur Andelys in Les Andelys oder in Villers-en-Vexin geboren. Von 1878 bis 1882 war er Schüler von Jean-Léon Gérôme an der Staatlichen Hochschule der Schönen Künste Paris. Von 1880 bis 1889 stellte er Porträts und Radierungen im Salon de Paris aus. 1882 kehrte er nach Les Andelys zurück und begann, sich für Archäologie zu interessieren.

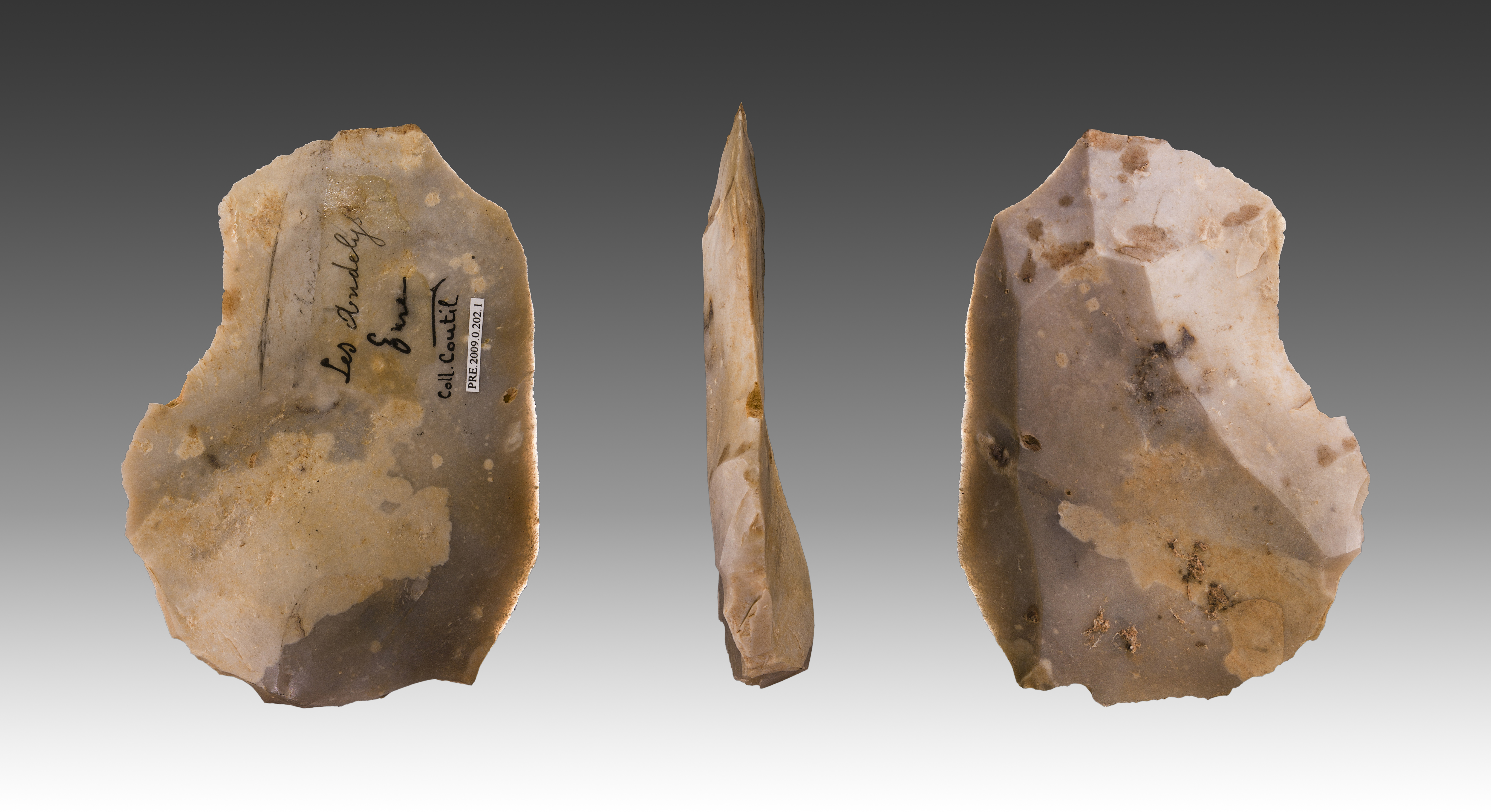
Ein Feuersteinabschlag in Levalloistechnik aus der Sammlung Léon Coutil, heute im Museum von Toulouse

Coutil war Konservator des ersten Museums in Les Andelys und sammelte Artefakte aus Alt- und Jungsteinzeit sowie der gallo-römischer Zeit, die heute teilweise im neuen Museum Nicolas-Poussin im Saal Léon Coutil ausgestellt werden. Teile der Sammlung werden in den Museen von Toulouse, Évreux und Louviers ausgestellt. Er führte Ausgrabungen in Pîtres (Eure) durch und fand dort gallo-römische Thermen und ein antikes Theater. In Incarville (Eure) entdeckte er eine gallo-römische Villa.
1904 gründete Coutil die Gelehrtengesellschaft Société préhistorique française (‚Französische Gesellschaft für Ur- und Frühgeschichte‘). Er war Mitglied der Société normande d’études préhistoriques (‚Normannische Gesellschaft für prähistorische Studien‘) sowie verschiedener anderer Gelehrtengesellschaften. Er inventarisierte archäologische Funde der Normandie und fertigte Zeichnungen an, die noch heute als wichtige Dokumente gelten. Seine bedeutendste Arbeit war die Inventarisierung der Funde aus dem Tumulus von La Hogue in Fontenay-le-Marmion (Département Manche). Für seine Leistungen wurde er zum correspondant du Ministère de l’Instruction publique ernannt (etwa ‚korrespondierendes Mitglied des Bildungsministeriums‘).

## Werke (Auswahl)

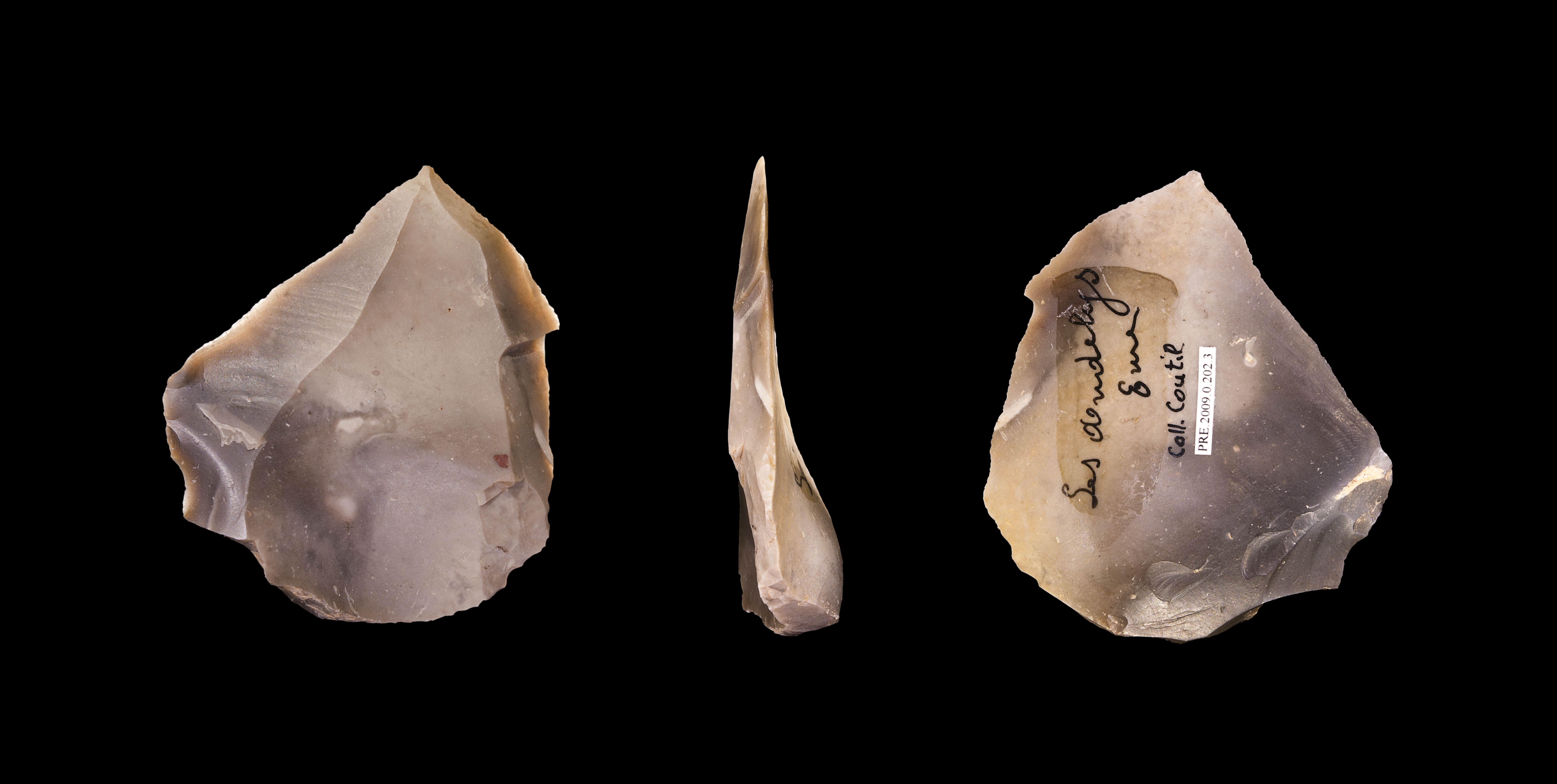
Eine Levallois-Spitze aus der Sammlung Léon Coutil, Museum Toulouse

Etwa 125 Schriften veröffentlichte er in wissenschaftlichen Zeitschriften von verschiedenen Gelehrtengesellschaften.
- Archéologie gauloise, gallo-romaine, franque et carolingienne: département de l’Eure. Band 1–5. E. Dumont, Lestringant, R. Duguet, E. Leroux, Paris, Évreux, Louviers, Rouen, Beaugency (französisch, 1895–1925; jeder Band behandelt ein Arrondissement).
- L’Epoque gauloise dans le sud-ouest de la Belgique et le nord-ouest de la Celtique. Sépultures et mobilier funéraire des Caletes, Veliocasses, Eburovices, Lexovii, Esuvii, Viducasses, Baïocasses, Ambivarete et Unelli. Eug. Izambert, Louviers 1902 (französisch).
- Essai d’inventaire des mottes et enceintes du département de l’Orne. Monnoyer, Le Mans 1910 (französisch).
- Les Tumulus de l’Europe centrale, groupe de la Basse Alsace, région d’Haguenau et Bischwiller. Monnoyer, Le Mans 1914 (französisch).
- L’art mérovingien et carolingien. Sarcophages, stèles funéraires, cryptes, baptistères, églises, or fèvrerie et bijouterie. J. Bière, Bordeaux 1930 (französisch).